# Doručování mimo pořadí
Doručování mimo pořadí je v počítačových sítích doručení datových paketů v jiném pořadí, než v jakém byly odeslány. Doručování mimo pořadí může být způsobeno pakety, které putují různými cestami, nebo paralelními cestami zpracování v síťovém zařízení, které nebylo navrženo tak, aby zajistilo zachování pořadí paketů. Jednou z funkcí TCP je zabránit doručování dat mimo pořadí skládáním paketů do správného pořadí a opakováním přenosu paketů, které jsou mimo pořadí.